# الرئاس (إب)
الرئاس هي إحدى قرى الجمهورية اليمنية. وهي تتبع جغرافيًا لمحافظة إب. وإداريًا لمديرية العدين. يبلغ تعداد سكانها 2811 نسمة حسب الإحصاء الذي جرى عام 2004.